# 仲野親王
仲野親王（なかのしんのう）は、桓武天皇の第12皇子。宇多天皇の外祖父。官位は二品･大宰帥、贈一品・太政大臣。

## 経歴
延暦24年（805年）8月に安芸国賀茂郡地50町を、12月に河内国交野郡白田2町を父の桓武天皇から賜った。
嵯峨朝の弘仁5年（814年）四品に叙せられた。淳和朝では天長3年（826年）上総太守、天長4年（827年）中務卿、天長7年（830年）大宰帥に任じられ、天長10年（833年）正月三品に進んだ。
仁明朝に入ると、承和5年（838年）上総太守、承和9年（842年）弾正尹、承和13年（846年）上野太守を経て、同14年（847年）二品に至った。嘉祥3年（850年）文徳天皇の即位後まもなく式部卿に任じられると、仁寿3年（853年）常陸太守、貞観3年（861年）上総太守を兼ね、貞観5年（863年）大宰帥に遷った。晩年、輦車による宮中の出入りと、禁野外での遊猟やそのための鷹と鶴の飼養が許されている。
貞観9年（867年）正月17日に薨去した。享年76。薨後20年を経た仁和3年（887年）光孝天皇の女御であった娘･班子女王所生の定省親王が即位（宇多天皇）したことにより、天皇の外祖父として一品太政大臣が追贈されている。

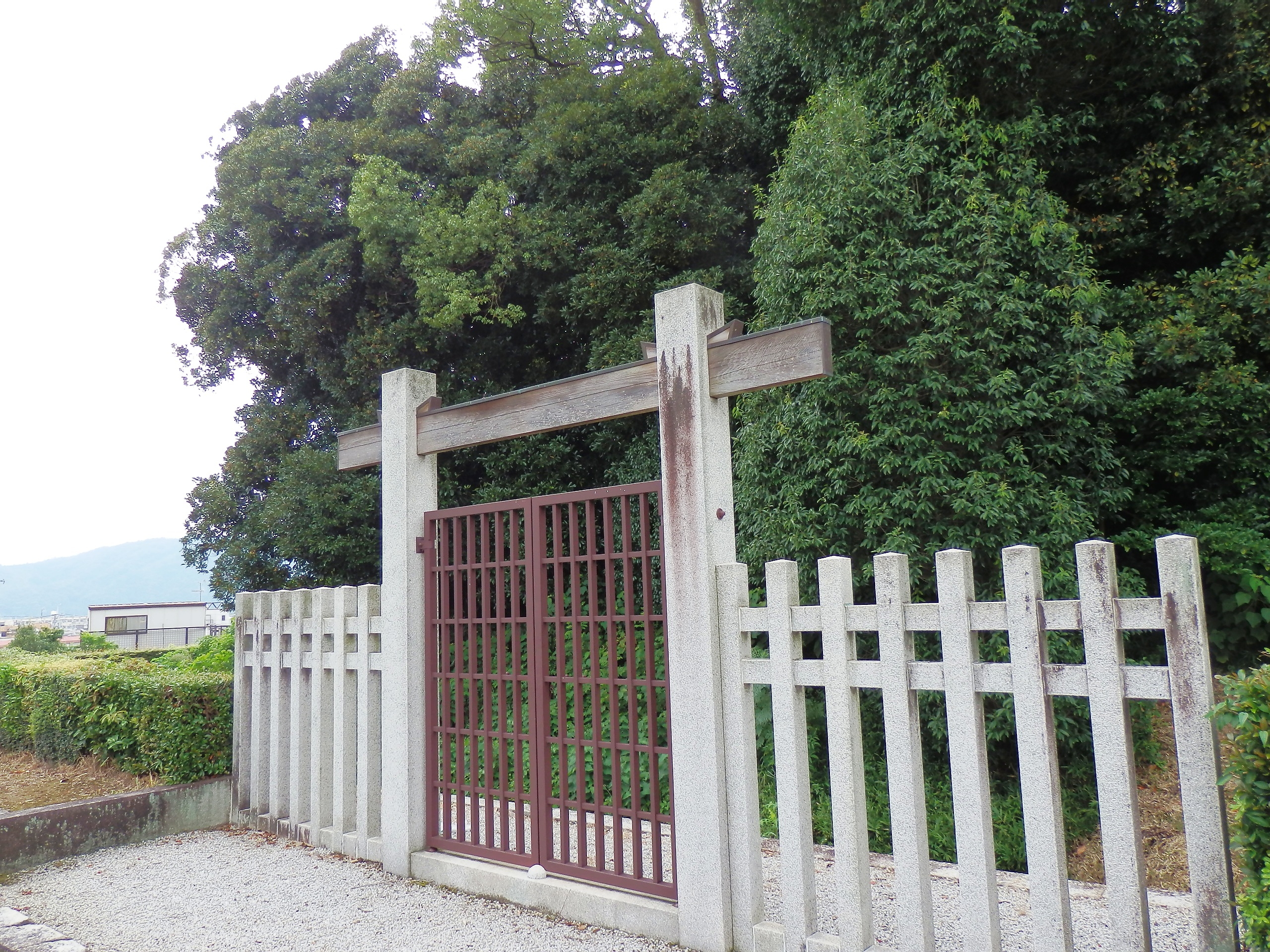
高畠墓（京都市右京区）

## 陵墓
山城国葛野郡の高畠墓に葬られた。同墓は『延喜式』諸陵寮に近墓として見える。京都市右京区太秦垂箕山町に所在する現墓は1875年（明治8年）に治定されたが、学術上は「垂箕山古墳」と呼ばれる6世紀後半築造の前方後円墳であって時代が合わず、あるいはこの地の旧村名「中野村」の由来を親王墓に付会した解釈とも考えられる。ただし、現在のところ他に有力な遺称地などは知られていない。

## 人物
幼い頃からわきまえがあって賢く、心が広くゆったりした性格であった。
寿詞と宣命を宣読することに優れ、その音儀詞語は模範とされたが、当時の皇族でその作法に通じていることは非常に珍しいことであった。これは左大臣藤原緒嗣より伝えられたもので、のちに清和天皇の命により、当時参議であった藤原基経や大江音人らが仲野親王の住む六条第に赴いて、その音詞曲折を学んだという。

## 官歴
注記のないものは『六国史』による。
- 延暦24年（805年） 8月16日：賜安芸国賀茂郡地50町。12月20日：賜河内国交野郡白田2町
- 弘仁5年（814年） 正月7日：四品
- 天長3年（826年） 9月：上総太守[3]
- 天長4年（827年） 6月9日：中務卿
- 天長7年（830年） 8月4日：大宰帥
- 天長10年（833年） 正月7日：三品
- 承和5年（838年） 正月13日：上総太守
- 承和9年（842年） 11月8日：弾正尹
- 承和13年（846年） 正月13日：上野太守
- 承和14年（847年） 正月7日：二品
- 嘉祥3年（850年） 5月17日：式部卿
- 仁寿3年（853年） 日付不詳：兼常陸太守
- 貞観3年（861年） 正月13日：兼上総太守
- 貞観5年（863年） 2月10日：大宰帥
- 貞観9年（867年） 正月17日：薨去（二品）
- 仁和3年（887年） 閏11月15日：贈一品[4]

## 系譜
『本朝皇胤紹運録』による。
- 父：桓武天皇
- 母：藤原河子 - 藤原大継の娘
- 生母不詳の子女
  - 男子：茂世王
  - 男子：輔世王（? - 879年）
  - 男子：季世王
  - 男子：秀世王
  - 男子：平房世（? - 883年）
  - 四男：当世王（? - 855年）
  - 男子：基世王
  - 八男：潔世王（820年 - 882年）
  - 男子：平実世
  - 男子：十世王（833年 - 916年）
  - 男子：在世王
  - 男子：康世王
  - 男子：平利世
  - 男子：平惟世
  - 男子：胤世王[5]

- 妻：菅野氏
  - 女子：宜子女王 - 斎宮

- 妻：当宗氏
  - 女子：班子女王（833年 - 900年） - 光孝天皇女御、のち皇太后